# Merenptah-sztélé

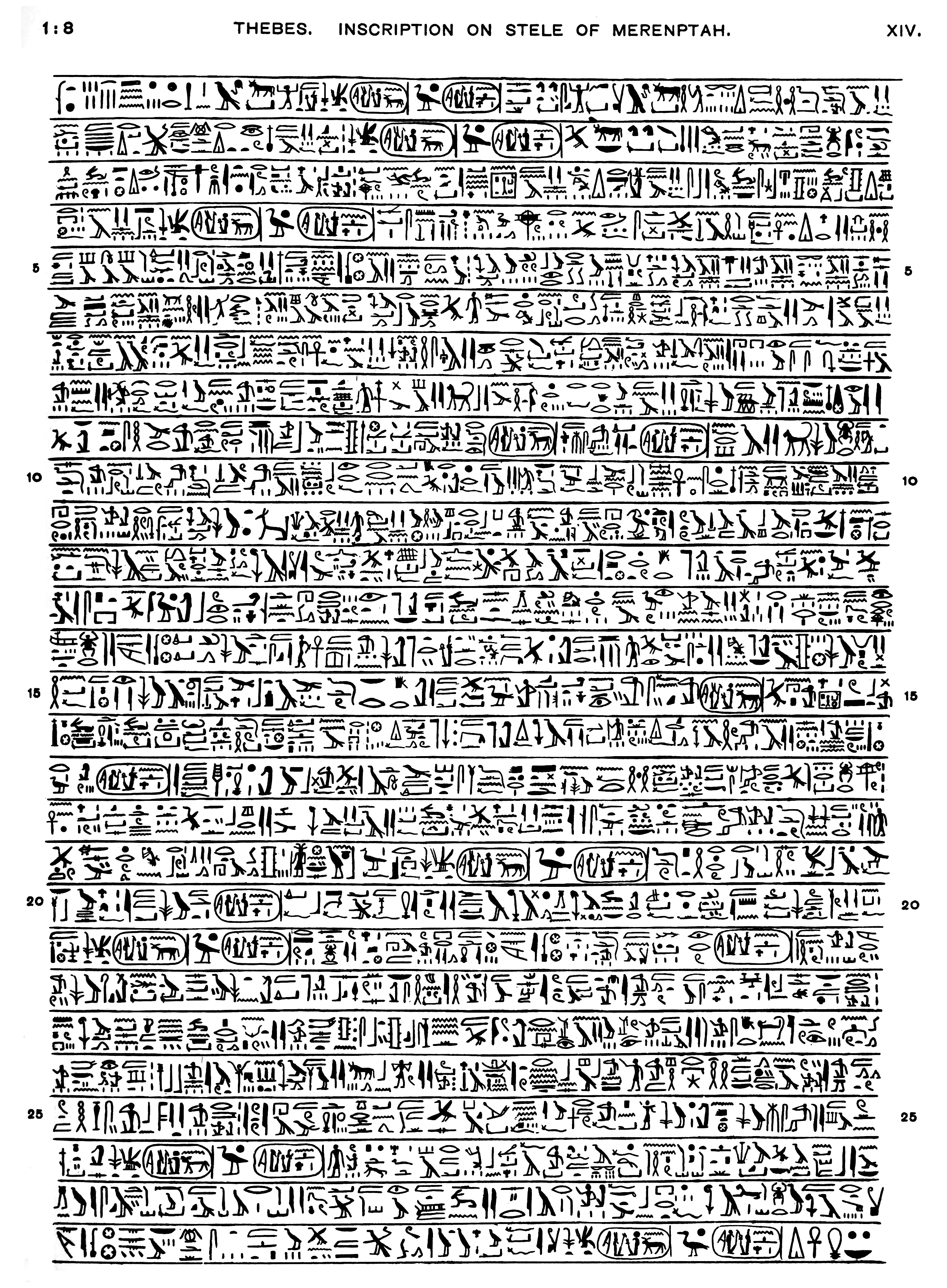
A sztélé feliratának Petrie által készített átirata

A Merenptah-sztélé (ismert Izrael-sztélé vagy Merenptah győzelmi sztéléje néven is) Merenptah ókori egyiptomi fáraó (uralkodott: kb. i. e. 1213–1203) egy felirata, mely egy eredetileg III. Amenhotep által emeltetett, fekete gránitból készült sztélé hátoldalán található. Flinders Petrie fedezte fel Thébában 1896-ban. A felirat nagy része Merenptah líbiaiak elleni hadjáratáról szól, de hírnevét annak köszönheti, hogy futólag megemlíti Izraelt, melynek ez a legkorábbi ismert említése, egyben az egyetlen olyan, ami ismert ókori egyiptomi dokumentumon fordul elő.

## A sztélé és felirata
A sztélé 318 cm magas, 163 cm széles. Merenptah uralkodása 5. évére, semu évszak 3. hónapja 3. napjára datálták (i. e. kb. 1209/1208 május körül). Merenptah hőstetteinek dicséretével kezdődik, beszámol az eseményekről, majd költői befejezéssel zárja le a szöveget, hasonlóan a többi újegyiptomi sztéléhez.
A sztélé felirata egy győzelemnek állít emléket, melyet Merenptah a libu és meswes líbiaiak, valamint a velük szövetkező tengeri népek fölött aratott. Utolsó két sora megemlít egy korábbi, Kánaán területén zajlott hadjáratot, amelyben Merenptah többek között legyőzte Askelont, Gezert, Janoámot és Izraelt.

## Felfedezése
A sztélét 1896-ban Merenptah thébai halotti templomának első udvarában fedezte fel Flinders Petrie. Ma a kairói Egyiptomi Múzeumban található. Egy másolatának töredéke a karnaki templomból is előkerült.
Flinders Petrie a régészcsapatában lévő Wilhelm Spiegelberg német nyelvészt kérte fel a sztélé feliratának lefordítására. A felirat végén található, eddig ismeretlen legyőzött törzs nevét – I.si.ri.ar – Flinders Petrie azonosította Izraelként, és Spiegelberg is egyetértett a fordítással. „Tetszeni fog a papoknak” jegyezte meg Petrie, és később azt is megállapította: „ez a sztélé ismertebb lesz, mint bármi más, amit találtam.” Izrael legkorábbi említésének előkerülése címlapsztori lett az angol lapokban.

## Elméletek

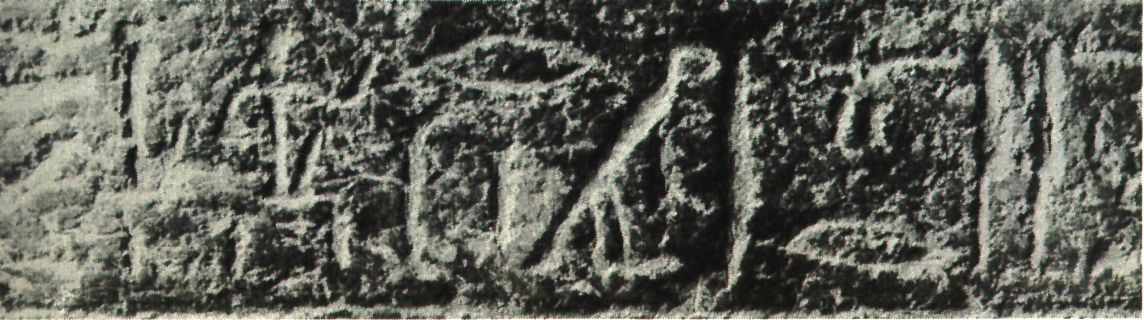
„Izrael puszta, magva nincs többé”

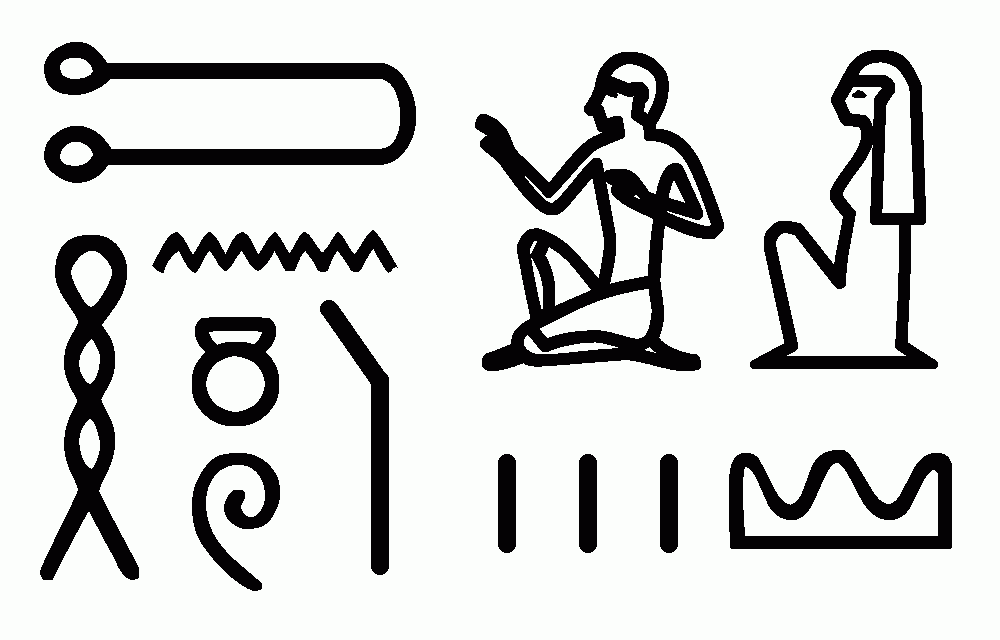
A líbiaiak (ṯeḥenu) említése; a név fonetikus leírása után az idegeneket, a népet és az országot jelző determinatívum

Az Izrael-sztélé név félrevezető, mert Izraelt csak futólag említi a sztélé, más legyőzött kánaáni országokkal és népekkel együtt (Gezer, Janoám és Askelon), bár Izrael történelme szempontjából jelentős ez a korai említés. A sor fordítása: „Kánaán népe nyomorult fogoly, Askelon meghódítva, Gezert elfoglaltam, Janoám elpusztult, Izrael puszta, magva nincs többé.” 
A rövidség miatt nem állapítható meg sok információ, de míg a többi név után az országot jelentő determinatívum áll, Izraelé után a népet jelentő, ami arra utal, ebben az időben nem országként, hanem népként (esetleg nomádokként), állandó városállam nélküli csoportként tekintettek rájuk.
Askelon városa a filiszteus nép egyik jelentős városa. A filiszteusokat más források is úgy említik, mint Egyiptom egyik nagy ellenségét.
Vitatott, hogy Merenptah valóban indított-e hadjáratot erre a vidékre, vagy csak feljegyezte a már létező állapotot, apja, II. Ramszesz ugyanis egyik, a kádesi csatát leíró sztéléjén arra utal, ez a terület már a hatalma alatt áll. Lehetséges, hogy egy lázadást kellett Merenptahnak levernie.
Donald Redford szerint Izrael népe ekkor nomád vándorokból állt, és azonos azokkal, akiket az egyiptomiak saszu nép néven említenek többek közt III. Amenhotep szolebi templomában (az itt talált Yhw a saszuk földjén feliratban a Yhw lehetséges, hogy a tetragrammaton egy korai formája). Merenptah sztéléjén azonban az izraelieket nem úgy ábrázolják, mint a saszukat, hanem ugyanolyan öltözékben és hajjal, mint az Askelon, Gezer és Janoám városállamot védő kánaánitákat.
Michael G. Hasel, a Southern Adventist University régészeti intézetének igazgatója szerint Izrael az i. e. 13. század végén már jelentős politikai erőt jelentett.
| i | i | z · Z1s · Z1s · r | i | A | r · Z1 | T14 | A1 · B1 · Z2s |

| i | i | z · Z1s · Z1s · r | i | A | r · Z1 | T14 | A1 · B1 · Z2s |

| f · k · t | G36 |

| f · k · t | G36 |

| b · n |

| b · n |

| O1 · r · t | N33B · Z2 |

| O1 · r · t | N33B · Z2 |

| f |

| f |

## Ajánlott irodalom
- Coogan, Michael D., 1999. The Oxford History of the Biblical Word, Oxford University Press
- Görg, Manfred. 2001. "Israel in Hieroglyphen." Biblische Notizen: Beiträge zur exegetischen Diskussion 106:21–27.
- Hasel, Michael G. 1994. "Israel in the Merneptah Stela." Bulletin of the American Schools of Oriental Research 296:45–61.
- Hasel, Michael G. 1998. Domination and Resistance: Egyptian Military Activity in the Southern Levant, 1300–1185 BC. Probleme der Ägyptologie 11. Leiden: Brill. ISBN 90-04-10984-6
- Hasel, Michael G. 2003. "Merenptah's Inscription and Reliefs and the Origin of Israel" in Beth Alpert Nakhai ed. The Near East in the Southwest: Essays in Honor of William G. Dever, pp. 19–44. Annual of the American Schools of Oriental Research 58. Boston: American Schools of Oriental Research. ISBN 0-89757-065-0
- Hasel, Michael G. 2004. "The Structure of the Final Hymnic-Poetic Unit on the Merenptah Stela." Zeitschrift für die alttestamentliche Wissenschaft 116:75–81.
- Kitchen, Kenneth Anderson. 1994. "The Physical Text of Merneptah's Victory Hymn (The 'Israel Stela')." Journal of the Society for the Study of Egyptian Antiquities 24:71–76.
- Kitchen, Kenneth A. Ramesside Inscriptions, Translated & Annotated Translations. Volume 4: Merenptah & the Late Nineteenth Dynasty. Malden, MA: Blackwell Publishing Ltd., 2003. ISBN 0-631-18429-5
- Kuentz, Charles. 1923. "Le double de la stèle d'Israël à Karnak." Bulletin de l'Institut français d'archéologie orientale 21:113–117.
- Lichtheim, Miriam. 1976. Ancient Egyptian Literature, A Book of Readings. Volume 2: The New Kingdom. Berkeley: University of California Press
- Manassa, Colleen. 2003. The Great Karnak Inscription of Merneptah: Grand Strategy in the Thirteenth Century BC. Yale Egyptological Studies 5. New Haven: Yale Egyptological Seminar, Department of Near Eastern Languages and Civilizations, Yale University. ISBN 0-9740025-0-X
- Redford, Donald Bruce. 1992. Egypt, Canaan, and Israel in Ancient Times. Princeton: Princeton University Press
- Redmount, Carol A. 'Bitter Lives: Israel in and out of Egypt' in The Oxford History of the Biblical World, ed: Michael D. Coogan, (Oxford University Press: 1999)
- Stager, Lawrence E. 1985. "Merenptah, Israel and Sea Peoples: New Light on an Old Relief." Eretz Israel: Archaeological, Historical and Geographic Studies 18:56*–64*.
- Stager, Lawrence E. 2001. "Forging an Identity: The Emergence of Ancient Israel" in Michael Coogan ed. The Oxford History of the Biblical World, pp. 90–129. New York: Oxford University Press

## Külső hivatkozások
- The Israel Stela